# Cross Sound
De Cross Sound is een doorgang in de Alexanderarchipel in de Alaska Panhandle in het zuidoosten van Alaska in de Verenigde Staten. De zeestraat is onderdeel van de Inside Passage.

## Geschiedenis
In 1778 kreeg de zee-inham zijn naam van James Cook die het op 3 mei ontdekte. Op zijn kalender was deze dag gemarkeerd als Holy Cross Day.

## Geografie
Cross Sound scheidt Chichagof Island in het zuiden en het vasteland van Alaska in het noorden. De zee-inham heeft een lengte van 48 kilometer en strekt zich uit van de Golf van Alaska in het westen tot de kruising van Icy Strait met Glacier Bay in het oosten.
Het Cape Spencer Light markeert de noordkant van de ingang van de sound vanuit de Golf van Alaska.
Dicks Arm is een inham in het noordelijke Cross Sound.

## Biogeografie
De zee-inham ligt in de mariene ecoregio Noord-Amerikaans Pacifisch Fjordland met zeeleven dat houdt van gematigde temperaturen.